# 黃偉綸
黃偉綸，GBS，JP（1962年8月17日—），香港政治人物、主要官員之一，公務員政務官出身，現任財政司副司長，曾任發展局局長。

## 簡歷
黃偉綸祖籍廣東南海，曾就讀長沙灣天主教英文中學以及荃灣聖芳濟中學，於1985年在香港大學取得社會科學學士學位，並於同年8月加入香港政府出任政務主任。他曾在多個決策局及部門服務，包括政務總署、影視及娛樂事務管理處、律政署、中央政策組、工商科、工商服務業推廣署、經濟局等。 任職保安局期間，他曾負責統籌資本投資者入境計劃、遣返在居權案訴訟中敗訴的人士回內地，以及支援2004年印度洋大地震中在泰國需要協助的香港旅客。
他在2009年8月出任政府新聞處處長。在任政府新聞處處長期間，他與傳媒接觸頻繁，亦獲傳媒界對他有不俗的讚賞，而官場和傳媒界均指他手腕圓滑，願意溝通。
2014年2月調任海事處處長一職，是首位由政府其餘部門「空降」出任海事處處長的政務官，改變海事處舊日由內部晉升部門首長的做法。在南丫島撞船事故後，海事處因被揭發管理不善而間接導致該事故發生。因此，政府決定委派與海事處無任何利益關係的政務官黃偉綸出任處長，希望能徹底整頓海事處。
執掌海事處一年後，黃偉綸於2015年8月31日起出任發展局常任秘書長（規劃及地政）一職，並在2017年4月晉升至首長級甲一級政務官，成為較高級的公務員之一。惟在2017年4月20日舉行的立法會工務小組會議中，黃偉綸被發現在會議廳內瀏覽日本旅遊資訊，更在地圖上標記多個地標，為他的大阪之旅作準備。他在回應報章查詢時，承認資訊與會議無關，而自己的行為合適與否就留予公眾評論。
2017年6月，他接任發展局局長，並於同年7月1日正式就任。他在任期開始時，表示政府將成立專家小組研究土地開拓的途徑，期望社會將來不會在互相拉後腿的泥沼當中，而是開放透明地討論，並予以執行。
2022年6月，黃偉綸獲委任為第六屆政府的財政司副司長。

## 歷任主要職位
- 2001年9月至2006年7月：保安局副局長（後改稱保安局副秘書長）
- 2006年7月至2006年7月：經濟發展及勞工局副秘書長（經濟發展）
- 2007年7月至2009年8月：教育局副秘書長（期間在2008年4月晉升為首長級乙一級政務官/D4）
- 2009年8月至2014年2月：政府新聞處處長（期間在2011年4月晉升為首長級甲級政務官/D6）
- 2014年2月27日至2015年8月31日：海事處處長
- 2015年8月31日至2017年6月30日：發展局常任秘書長（規劃及地政）（期間在2017年4月晉升為首長級甲一級政務官/D8）
- 2017年7月1日至2022年6月30日︰發展局局長
- 2022年7月1日至今：財政司副司長

## 榮譽

### 勳銜
- 金紫荊星章（G.B.S.）（2022年7月22日）[18]
- 官守太平紳士（J.P.）（2004年7月1日）[19]

## 個人生活
黃偉綸的妻子為港府高層官員的陳穎韶，兩人於2009年結婚及育有一子。

## 外部連結
- 財政司副司長黃偉綸於香港政府一站通網頁的介紹 （页面存档备份，存于）
- 黃偉綸的Facebook專頁

| 官衔            | 官衔                                        | 官衔          |
| --------------- | ------------------------------------------- | ------------- |
| 新頭銜          | 財政司副司長 2022年7月1日－                 | 現任          |
| 前任： 馬紹祥   | 發展局局長 2017年7月1日－2022年6月30日      | 繼任： 甯漢豪 |
| 政府职务        |                                             |               |
| 前任： 周達明   | 發展局常任秘書長（規劃地政） 2015年－2017年 | 繼任： 甯漢豪 |
| 前任： 廖漢波   | 海事處處長 2014-2015年                      | 繼任： 鄭美施 |
| 前任： 馮程淑儀 | 政府新聞處處長 2009年－2014年               | 繼任： 聶德權 |